# Филяндино (Ивановская область)
Филяндино — село в Савинском районе Ивановской области России, входит в состав Вознесенского сельского поселения.

## География
Село расположено в 12 км на юго-запад от центра поселения села Вознесенье и в 25 км на юго-запад от райцентра посёлка Савино.

## История
В XVIII столетии Филяндино было вотчиной Суздальского Покровского женского монастыря. Церковь в селе построена на средства прихожан в 1705 году, о чем имеется запись в окладных патриаршего казенного приказа книгах. В 1794 году вместо деревянной церкви на средства прихожан построена была теплая каменная церковь с колокольней в честь Святителя и Чудотворца Николая, в ней в 1884 году устроен придел во имя святых мучеников Флора и Лавра. Холодная каменная церковь построена была в 1824 году на средства прихожан. Престол в ней был один — в честь Владимирской иконы Божьей Матери. Приход состоял из села и деревень: Епишево, Чертовик, Крапивново, Заозерье, Дюково. 
В конце XIX — начале XX века село являлось центром Филяндинской волости Ковровского уезда Владимирской губернии. В 1859 году в селе числилось 39 дворов, в 1905 году — 56 дворов.
С 1929 года село входило в состав Крапивновского сельсовета Ковровского района Ивановской области, с 1935 года — в составе Савинского района, с 1954 года — в составе Вознесенского сельсовета, с 2005 года — в составе Вознесенского сельского поселения.

## Население
| 1859 | 1905 | 1926 |
| ---- | ---- | ---- |
| 275  | 366  | 356  |

| 1859 | 1905 | 2010 |
| ---- | ---- | ---- |
| 275  | ↗366 | ↘12  |

## Достопримечательности

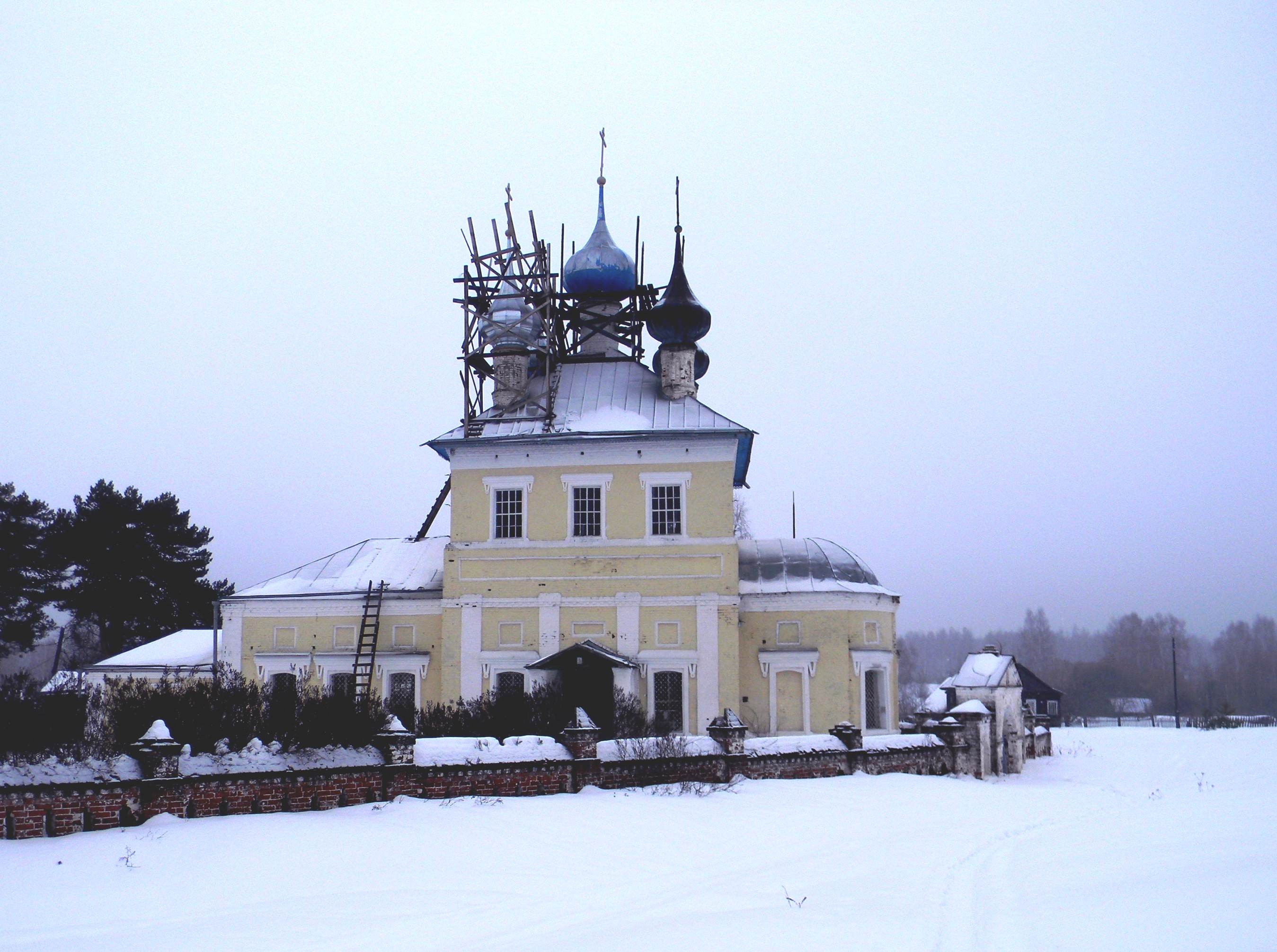
Церковь Владимирской иконы Божией Матери

В селе находятся церковь Владимирской иконы Божией Матери (1824) и церковь Николая Чудотворца (1794).